# Чилійська Есперанто-Асоціація
Чилійська Есперанто-Асоціація (есп. Ĉilia Esperanto-Asocio) — національна есперанто-організація Чилі, секція Всесвітньої Есперанто-Асоціації.
Історія руху есперанто в Чилі починається в 1900 році з есперантиста Аугусто Біо (Augusto Biaut). Пізніше Луїс Енріке Сепулведа Куадра, вчитель сліпих, який опанував есперанто в 1902 році, 17 липня 1903 року заснував «Товариство есперантистів Чилі» («Societo Esperantista de Ĉilio») і почав видавати есперанто-журнал у жовтні того ж року. У той час кілька іноземних іммігрантів у Чилі також були активними есперантистами. У 1907—1908 роках було засновано «Товариство вроджених есперантистів Чилі» («Societo Patrina Esperantista de Ĉilio»). У 1910 році як спосіб відзначити сторіччя незалежності країни було проведено Перші національні збори есперанто; згідно деяких даних, президент Педро Монтт говорив на есперанто. Всесвітній конгрес есперанто надіслав співчуття уряду Чилі у зв'язку з раптовою смертю президента під час офіційного візиту до Німеччини. З того часу і до середини 1950-х років рух есперантистів зійшов нанівець, оскільки не існувало національного органу, який би їх об'єднував.
З кінця 1960-х років до вересня 1973 року у Столичному університеті освіти і науки існували курси есперанто. Так з'явилася плеяда чилійських есперантистів, зокрема Іван Меттіг Каталан, Даніель Занеллі Чавес та інші. Ці есперантисти утворили в 1977 році Чилійську асоціацію есперанто, приєднавшись до Всесвітньої асоціації есперанто наступного року. Відтоді було проведено 9 національних есперанто-зустрічей: Вальдівія (1984), Сантьяго (1987, 1989, 1990, 2007, 2012 та 2014), Куріко (2000) та Темуко (2001).
З 1980-х років Есперанто почали викладати в Південному університеті (Вальдівія).
У 1990 році Асоціація отримала правосуб'єктність як приватна некомерційна організація, і наразі є зареєстрованою в Національному реєстрі юридичних осіб з неприбутковим статусом.
В кінці 1990-х курс есперанто був відкритий в Темуко.
За свою історію Чилійська асоціація есперанто мала єдиний інформаційний бюлетень на есперанто під назвою «Зелена стріла» («La Verda Sago»). Іспанською мовою щомісяця виходить бюлетень «Новини есперанто» («ісп. Esperanto-Noticias»).